# River Hipper
River Hipper är ett vattendrag i Storbritannien.   Det ligger i riksdelen England, i den södra delen av landet, 210 km norr om huvudstaden London.